# 格蕾塔·马丁内利
格蕾塔·马丁内利（義大利語：Greta Martinelli，2000年12月3日—），意大利女子赛艇运动员。她曾代表意大利参加奥地利奥滕斯海姆举行的2019年世界赛艇锦标赛，获得女子轻量级四人双桨金牌。